# 申维辰
申维辰（1956年5月—），男，汉族，山西潞城人，中华人民共和国政治人物，1979年1月加入中国共产党，是中国共产党第十八届中央纪律检查委员会委员。山西大学体育系毕业，在职研究生学历，经济学硕士，曾经兼任山西大学历史文化学院文化遗产专业博士生导师。

## 生平

### 从政履历
1969年任山西省潞城县黄池乡政府电话员，历任共青团晋东南地委书记、共青团山西省委副书记，山西省体委副主任、主任，中共晋中地委副书记、行署专员、地委书记，山西省委宣传部长、省委常委等职。2006年1月改任中共太原市委书记，2010年9月上调中央任中共中央宣传部副部长，是令计划的亲信之一。2011年5月，在中国科协第八次全国代表大会上，当选中国科协常务副主席。2013年4月，出任中国科协党组书记。

### 落马
2014年4月12日，中纪委宣布申维辰因涉嫌严重违纪违法，接受组织调查。担任山西省委宣传部长、太原市委书记时，当地人对他有三句话概括：“卖了许多地，拍了一部戏（《乔家大院》，申任总策划），睡了一群女人”。据媒体报道，申维辰落马的原因，和2014年2月被抓的山西省人大副主任金道铭一样，是涉嫌在山西的贪污腐败。据报道，中纪委在调查另一宗案件时，一名有国家一级演员头衔的山西籍著名女歌手因涉案被问话时，交代曾与申有过一段"私情"，由此牵连出申的腐败问题。2014年12月22日，中纪委通报消息称，申维辰因利用职务上的便利为他人谋取利益，收受巨额贿赂、收受礼金、与他人通奸，被开除党籍、开除公职处分、收缴其违纪所得，将其涉嫌犯罪问题及线索移送司法机关依法处理。
2016年1月18日，申维辰受贿案在江苏省常州市中级人民法院公开开庭审理，检方指控申维辰涉嫌收受财物，共计折合人民币9541.965936万元。2016年10月11日，常州市中级人民法院宣判，申维辰犯受贿罪，被判处无期徒刑，剥夺政治权利终身，并处没收个人全部财产；对申维辰受贿所得财物予以追缴，上缴国库。
2016年12月14日，内蒙古毛乌素生物质热电有限公司董事长李京陆被常州市天宁区人民法院一审判处有期徒刑六年。法院认定，2004年至2010年，李京陆为其朋友之女被大学录取、其朋友职务晋升和岗位调整、其妻子经营的公司贷款审批、其亲属保留公职借调企业工作等事宜谋取不正当利益，请托时任中共山西省委常委、宣传部长、中共太原市委书记的申维辰提供帮助。2010年至2013年，李京陆为感谢申维辰多年以来提供的帮助，多次给予申维辰财物，折合人民币近5000万元。同日，曾向申维辰行贿的李爱民、胡树嵬、姚海平三人亦分别获刑五年、二年四个月、二年三个月。